# Ровное (Правдинский район)
Ровное — посёлок в Правдинском районе Калининградской области. Входит в состав Правдинского городского поселения.

## Население
| 2002 | 2010 |
| ---- | ---- |
| 210  | ↘176 |